# Kappei Yamaguchi
Kappei Yamaguchi  (山口 勝平?, Yamaguchi Kappei), il cui vero nome è Mitsuo Yamaguchi (山口 光雄?, Yamaguchi Mitsuo), (Fukuoka, 23 maggio 1965) è un doppiatore giapponese. Fa parte della 21st Century Fox.
La sua enorme popolarità in patria è dovuta ai molti e famosi personaggi a cui ha prestato la voce nel corso degli anni: fra i più noti ci sono Ranma Saotome in Ranma ½, Inuyasha nell'omonima serie, Usop in One Piece, Crash Bandicoot e Finto Crash in Crash Bash, Elle in Death Note, e Shinichi Kudo e Kaito Kid in Detective Conan.

## Doppiaggio
I personaggi principali sono in grassetto.

### Anime
- 1+2=Paradise: Yuusuke Yamamoto
- A Baby and I: Takuya Enoki (Toshio), Dee
- Baccano!: Chic Jefferson
- Betterman: Keita Aono
- DearS: Hikoro Oikawa
- Death Note: Elle
- Detective Conan: Shinichi Kudo, Kaito Kid
- Eden's Bowy: Jorrne
- Eikyū kazoku: Sasuke, Tamasaburo
- Eyeshield 21: Raimon Tarou
- Fancy Lala: Taro Yoshida
- Futari wa Pretty Cure Splash☆Star: Flappy
- Cortili del cuore: Tsutomu Yamaguchi
- Gravitation: Ryuichi Sakuma
- Gun Frontier: Tochirou
- Hunter × Hunter: Feitan
- Inuyasha: Inuyasha
- Inuyasha: Meguri Au Mae no Unmei Koiuta (special): Inuyasha
- Jujutsu kaisen - Sorcery Fight: Kechizu
- Jungle no Ouja Taa-chan: Etekichi
- Keroro: Tororo
- Kiba: Hugh
- Kindaichi shōnen no jikenbo: Kindaichi Hajime
- Kuso Kagaku Sekai Gulliver Boy: Gulliver
- Le bizzarre avventure di JoJo: Stardust Crusaders: Forever
- Le bizzarre avventure di JoJo: Diamond is Unbreakable: Shigekiyo Yangu
- Le bizzarre avventure di JoJo: Stone Ocean: Yoyoma
- Manmaru the Ninja Penguin: Tanutaro
- È un po' magia per Terry e Maggie: Yuuya Noda
- Mouse: Sorata Muon/Mouse
- Mobile Fighter G Gundam: Sai Saici
- One Piece: Usop, Ciglione, Dogura e Randolph
- Pandora Hearts: Cheshire
- Papuwa: Chappy, Dr. Gunma
- Peace Maker Kurogane: Shinpachi Nagakura
- Ranma ½: Ranma Saotome (debutto)
- Ranma ½ (serie animata 2024): Ranma Saotome
- Red Baron: Ken Kurenai, Fake Ken (Ep. 41-49)
- Rinne: Sabato Rokudo
- Rizelmine: Tomonori Iwaki
- Samurai per una pizza: Yattaro
- Sensei no Ojikan: Kenta Suetake
- Bucchigiri?!: Komao
- Takoyaki Mant-Man: Blue
- La legge di Ueki: Hideyoshi
- Jūni kokuki: Rokuta
- To Love-Ru: Lacospo
- Uchuu Koukyoushi Maetel ~Ginga Tetsudo 999 Gaiden~: Tochirō Oyama
- Uzumaki: Mitsuru Yamaguchi
- Wedding Peach: Takuro Amano
- Weiß Kreuz: Sena
- Yu degli spettri: Jin
- Yu-Gi-Oh! GX: Amnuel, Supervisore Daitokuji
- Zenki: Little Zenki
- Zukkoke Sanningumi Kusunoki Yashiki no Guruguru-sama (speciale): Ryohei "Hachibee" Hachiya

### OVA
- 1+2= Paradise: Yuusuke Yamamoto
- Angel's Feather: Hamura Shou
- Armored Dragon Legend Villgust: Bostov
- Ayane-chan High Kick: Kappei Inagaki
- Battle Angel: Yugo
- Bondage Queen Kate: Dick
- Can Can Bunny: Kenta
- Dead Leaves: RETRO
- Dragon Knight 4: Kakeru
- Dragon Slayer: Serios
- Freedom: Bis
- Gakkou ga Kowai! Inuki Kanako Zekkyou Collection: Bukida/Kida Fumio
- Giant Robot - Il giorno in cui la Terra si fermò: Daisaku Kusama
- Gin Rei: Daisaku Kusama
- Gravitation: Lyrics of Love: Ryuichi Sakuma
- Hanappe Bazooka: Hanappe
- Koko Wa Greenwood: Tenma Koizumi
- Jungle De Ikou!: Takuma
- K.O. Century Beast III: Wan Dababatta
- Kishin Dōji Zenki Gaiden: Anki Kitan: Zenki (da piccolo)
- Koha Ginjiro: Ginjiro Yamazaki
- Lady Blue: Nin-Nin
- Madara: Madara
- Meitantei Conan: Conan vs Kiddo vs Yaiba: Shinichi Kudo, Kaito Kid
- Meitantei Conan: Konan to Kiddo to kurisutaru mazā: Shinichi Kudo, Kaito Kid
- Meitantei Conan: Kieta daiya wo oe! Conan, Heiji vs Kiddo!: Shinichi Kudo, Kaito Kid
- Netrun-mon the Movie: BB Runner
- Plastic Little: Nichol
- Ranma ½: Ranma Saotome
- Record of Lodoss War: Etoh
- Ryokunohara Labyrinth - Sparkling Phantom: Tokino Kanata
- Sohryuden - Legend of the Dragon Kings: Ryuudou Amaru
- The Heroic Legend of Arslan: Arslan
- Tokyo Babylon: Subaru Sumeragi
- Tokyo Babylon 2: Subaru Sumeragi
- Wedding Peach DX: Takuro Amano
- Violence Jack: Saburo Tenma
- Viper GTS: Ogawa

### Film anime
- Parumu no Ki: Roualt;
- Detective Conan: Fino alla fine del tempo: Shinichi Kudo
- Detective Conan: L'asso di picche: Shinichi Kudo
- Detective Conan: L'ultimo mago del secolo: Shinichi Kudo, Kaito Kid
- Detective Conan: Solo nei suoi occhi: Shinichi Kudo
- Detective Conan: Trappola di cristallo: Shinichi Kudo
- Detective Conan: Il fantasma di Baker Street: Shinichi Kudo
- Detective Conan: La mappa del mistero: Shinichi Kudo
- Detective Conan: Il mago del cielo d'argento: Shinichi Kudo, Kaito Kid
- Detective Conan: La strategia degli abissi: Shinichi Kudo
- Detective Conan: Requiem per un detective: Shinichi Kudo, Kaito Kid
- Detective Conan: L'isola mortale: Shinichi Kudo
- Detective Conan: La musica della paura: Shinichi Kudo
- Detective Conan: ... E le stelle stanno a guardare: Shinichi Kudo
- Meitantei Conan - Tenkū no lost ship: Shinichi Kudo
- Meitantei Conan - Chinmoku no quarter: Shinichi Kudo
- Detective Conan: L'undicesimo attaccante: Shinichi Kudo
- Lupin Terzo vs. Detective Conan - Il film: Shinichi Kudo
- Meitantei Conan - Zekkai no private eye: Shinichi Kudo
- Meitantei Conan - Ijigen no sniper: Shinichi Kudo
- Meitantei Conan - Gōka no himawari: Shinichi Kudo
- Meitantei Conan - Junkoku no nightmare: Shinichi Kudo
- Meitantei Conan - Kara kurenai no love letter: Shinichi Kudo
- Meitantei Conan - Zero no shikkōnin: Shinichi Kudo
- Meitantei Conan - Konjō no fist: Shinichi Kudo, Kaito Kid
- Pretty Cure Splash Star - Le leggendarie guerriere: Flappy
- Eiga Pretty Cure All Stars DX - Minna tomodachi Kiseki no zenin daishūgō!: Flappy
- Eiga Pretty Cure All Stars DX 2 - Kibō no hikari Rainbow Jewel wo mamore!: Flappy
- Eiga Pretty Cure All Stars DX 3 - Mirai ni todoke! Sekai wo tsunagu Niji-iro no hana: Flappy
- Gokinjo Monogatari Movie: Tsutomu Yamaguchi
- Inuyasha the Movie - Un sentimento che trascende il tempo: Inuyasha
- Inuyasha the Movie - Il castello al di là dello specchio: Inuyasha
- Inuyasha - The Movie 3: La spada del dominatore del mondo: Inuyasha
- Inuyasha - The Movie 4: L'isola del fuoco scarlatto: Inuyasha
- Kiki - Consegne a domicilio: Tombo
- The Boy and the Beast: Jiromaru
- Noiseman Sound Insect: Manafu
- One Piece: Per tutto l'oro del mondo: Usop
- One Piece: Avventura all'Isola Spirale: Usop
- One Piece: Il tesoro del re: Usop
- One Piece: Trappola mortale: Usop
- One Piece: La spada delle sette stelle: Usop
- One Piece: L'isola segreta del barone Omatsuri: Usop
- One Piece: I misteri dell'isola meccanica: Usop
- One Piece: Un'amicizia oltre i confini del mare: Usop e Ciglione
- One Piece: Il miracolo dei ciliegi in fiore: Usop
- One Piece: Avventura sulle isole volanti: Usop
- One Piece Film: Z: Usop
- Ranma ½: Le sette divinità della fortuna: Ranma Saotome
- Ranma ½: La sposa dell'isola delle Illusioni: Ranma Saotome
- Ranma contro la leggendaria fenice: Ranma Saotome

### Live-action
- Detective Conan: Shinichi Kudo
- Bishōjo senshi Sailor Moon: Artemis

### Videogiochi
- Battle Stadium D.O.N: Usop
- BlazBlue: Cross Tag Battle: Teddie
- Breath of Fire III: Ryu
- Breath of Fire IV: Ryu
- Breath of Fire: Dragon Quarter: Ryu
- Breath of Fire 6: Ryu
- Crash Bandicoot serie: Crash Bandicoot; Fake Crash
- Cyberbots: Full Metal Madness (versione PS1/Saturn): Bao
- Danganronpa: Trigger Happy Havoc: Hifumi Yamada, Jin Kirigiri
- Danganronpa V3: Killing Harmony: Hifumi Yamada
- Dragon Ball Xenoverse 2: Fu
- Far East of Eden: Kabuki Klash: Kabuki
- Fatal Fury 3: Road to the Final Victory: Jin Chonrei, Jin Chonshu
- Fighting Fury: Baki Hanma
- Final Fantasy VII Remake: Red XIII
- Final Fantasy VII: Ever Crisis: Red XIII
- Final Fantasy VII Rebirth: Red XIII
- Ghost of Tsushima: Taka
- Granblue Fantasy: Walder, Shinichi Kudo, Usop
- Grandia: Rapp
- Hunter × Hunter: Nen × Impact: Feitan
- Idol Death Game TV: Doripaku
- JoJo's Bizarre Adventure: All Star Battle: Shigekiyo Yangu
- JoJo's Bizarre Adventure: Eyes of Heaven: Shigekiyo Yangu
- JoJo's Bizarre Adventure: All Star Battle R: Shigekiyo Yangu
- Jujutsu Kaisen Cursed Clash: Kechizu
- Lupin the 3rd: Lost Treasure Under the Sea: Aburio
- NeoGeo Battle Coliseum: Jin Chonrei, Jin Chonshu
- New Pokémon Snap: Todd Snap
- Ni no Kuni: La minaccia della Strega Cinerea: Philip
- Persona 4: Teddie
- Persona 4 Arena: Teddie
- Persona 4 Arena Ultimax: Teddie
- Persona 4: Dancing All Night: Teddie
- Persona Q: Shadow of the Labyrinth: Teddie
- Persona Q2: New Cinema Labyrinth: Teddie
- Pokémon Snap: Todd Snap
- Real Bout Fatal Fury: Jin Chonrei, Jin Chonshu
- Real Bout Fatal Fury Special: Jin Chonrei, Jin Chonshu
- Real Bout Fatal Fury 2: The Newcomers: Jin Chonrei, Jin Chonshu
- Super Robot Wars Alpha: Tasuku Shinguji, Daisaku Kusama
- Super Robot Wars Alpha 2: Tobia Arronax
- Super Robot Wars OG: Original Generations: Tasuku Shinguji
- Super Robot Wars A Portable: Sai Saici
- Super Robot Wars V: Tobia Arronax
- Super Robot Wars X: Tobia Arronax
- Super Robot Wars T: Tobia Arronax, Sai Saici
- Super Robot Wars 30: Keita Aono
- Tales of Rebirth: Tytree Crowe
- Tales of the Rays: Tytree Crowe
- The Great Ace Attorney 2: Resolve: Albert Harebrayne
- Uppers: Liu Wuchang
- Valkyrie Connect: Sigurd, L'eroe
- Videogiochi di Inuyasha: Inuyasha
- Videogiochi di One Piece: Usop

### Ruoli doppiati
- Il dottor Dolittle 2: Archie
- Dragonball Evolution: Goku
- La fabbrica di cioccolato: Mike Teeve
- Garfield 2: Garfield
- Looney Tunes: Bugs Bunny (2ª voce)
- Madagascar: Mortino
- Madagascar 2: Mortino
- Poppets Town: Blooter
- Rombi di tuono e cieli di fuoco per i Biocombat: Rattilus
- South Park: Kyle Broflovski, Jimmy Vulmer, Clyde Donovan, Craig Tucker, Leader degli studenti di 6ª e Dougie
- Star Trek: Deep Space Nine: Nog

## Doppiatori italiani
- Massimiliano Alto in Il vento dell'Amnesia, Ranma 1/2, Giant Robot - Il giorno in cui la Terra si fermò, InuYasha (s. 1, 7), The Boy and the Beast, Mazinga Z: Infinity
- Davide Garbolino in Detective Conan (Shinichi Kudo), Keroro, Blue Dragon, Magic Kaito 1412
- Francesco Pezzulli: InuYasha (s. 2-6, film)
- Luca Bottale in One Piece
- Stefano Crescentini in Death Note
- Paolo Sesana in Detective Conan (Kaito Kid)
- Flavio Arras in Wedding Peach
- Patrizio Prata in Curiosando nei cortili del cuore
- Laura Cosenza in Pretty Cure Splash☆Star
- Nicola Bartolini Carrassi in Record of Lodoss War
- Gabriele Lopez in Baby Felix & friends
- Davide Perino in Kiki - Consegne a domicilio
- Alessio Cerchi in Le bizzarre avventure di JoJo: Stone Ocean
- Manuel Meli in Kiki - Consegne a domicilio (ridoppiaggio)

## Premi
- Vincitore del premio per seiyū al Tokyo Kokusai Anime Fair del 2003.